# Vanessa Benelli Mosell
Pour les articles homonymes, voir Benelli.
Vanessa Benelli Mosell (née à Prato le 15 novembre 1987) est une pianiste et chef d'orchestre italienne .

## Biographie
Vanessa Benelli Mosell a commencé l'étude du piano à l’âge de trois ans. Entre 5 ans et 10 ans elle pratique également le chant choral. Après une formation à l’Académie internationale de piano d’Imola en Italie, elle entre au Conservatoire Tchaïkovski de Moscou pour étudier avec Mikhail Voskresensky. Elle est ensuite invitée au Royal College of Music à Londres ou elle poursuit un « Master in Performance » avec Dmitri Alexeev.
Elle donne son premier concert à l'âge de quatre ans et comme soliste avec orchestre à neuf ans, et commence une carrière internationale deux ans plus tard, en duo avec Pascal Rogé. 
Depuis, elle s’est produite au Lincoln Center de New York, à la Philharmonie de Berlin, au Wigmore Hall de Londres, à l'Auditorium du Louvre, à la Laeiszhalle de Hambourg, à l'Auditorium de Radio France de Paris, à l'auditorium Manzoni de Bologne, à la Tonhalle de Zurich, à l'Auditorio Nacional de Madrid, au Palau de la Musica de Valencia, à la Maison de l'Unesco, à l'Auditorium de Haifa, au Corum de Montpellier, au Théâtre de la Criée de Marseille, au Muziekgebouw d’Amsterdam, au Seoul Arts Centre, à la National Concert Hall de Dublin avec l’Orchestre de la RTE, mais aussi aux Beijing National Centre for the Performing Arts, Kings Place de Londres, à la Salle Cortot et à la Salle Gaveau de Paris et au Palau de la Musica Catalana de Barcelone, parmi d'autres lieux. En 2016 Vanessa Benelli Mosell a débuté à La Scala de Milan ainsi qu'au Teatro Regio de Turin dans le cadre du Festival MiTo.
Parallèlement à ses études de piano, elle a étudié le violon, le chant, la composition et la direction d'orchestre.
En 2004, Yuri Bashmet lui décerne le Prix du Festival d'Elbe où elle joue sous sa direction.

## Carrière
La carrière de Vanessa Benelle Mosell est orientée autour du grand répertoire classique, mais aussi de la musique contemporaine qui la passionne depuis le plus jeune âge. Elle a enregistré 5 disques chez DECCA CLASSICS. Le plus récent, sorti en 2018 est consacré à l’œuvre de Debussy. Elle obtient plusieurs récompenses pour ses enregistrements de l’œuvre de Stockhausen mais aussi pour son concerto n°2 de Rachmaninov avec l’Orchestre Philharmonique de Londres.
La saison 2018/2019 marque ses débuts avec le Royal Scottish National Orchestra , dans le Concerto en sol de Maurice Ravel, ainsi qu'au Festival Al-Bustan à Beyrouth, à l'Auditorium de Radio France à Paris dans le cadre du Festival Présences 2019 , et avec l’Orchestre Philharmonique de Londres au Royal Festival Hall au Southbank Centre .
C’est après avoir remplacé au pied levé Martha Argerich avec les Solistes de Moscou , qu'elle entama une carrière impressionnante accompagnée d’orchestres internationaux comme la Israel Camerata, les Solistes de Moscou, l'Orchestre Symphonique de Jérusalem, l'Orchestre Philharmonique de Strasbourg, l'Orchestra del Teatro Comunale di Bologna, l'Orchestra del Teatro Regio di Torino, la Edmonton Symphony Orchestra, la Zurich KammerOrchester et les Münchner Symphoniker, entre autres. Elle s’est également produite dans de nombreux festivals tels que Ravello, Saratoga, Schloss Elmau, Ramatuelle, Les Arcs, Les Pianos Folies, ou Radio France, et Montpellier.
En tant que chef d'orchestre, elle a dirigé la Wiener KammerOrchester dans la création autrichienne de « Incanto » pour orchestre, du compositeur français Eric Tanguy; elle a dirigé, entre autres le Divertimento Ensemble à Milan  et la Berlin Sinfonia à Berlin. En 2019, Benelli Mosell est finaliste du Concours de Direction d’Orchestre MAWOMA organisé par Cartier. 
Reconnue pour ses interprétations des Klavierstücke de Karlheinz Stockhausen, elle est invitée par le compositeur à étudier avec lui en Allemagne en 2006. Jusqu'à la mort de Stockhausen, elle travaille avec le compositeur.
Elle a pour partenaires de musique de chambre Renaud et Gautier Capuçon, Julian Rachlin, Vadim Repin, Massimo Quarta, Daishin Kashimoto, Radovan Vlatkovich et Henri Demarquette avec qui elle enregistra l’œuvre pour violoncelle et piano de Philip Glass et de Rachmaninov pour DECCA, à la Fondation Louis Vuitton de Paris. En 2016, elle est nommée Steinway Artist.

## Discographie
Dans son premier album, Vanessa Benelli Mosell a enregistré des œuvres de Prokofiev, Haydn, Liszt et Scriabine, avant d’en consacrer un second exclusivement à un récital Liszt « extraordinairement raffiné et riche de nuances... » (Gramophone).
Son troisième disque avec des œuvres d'Igor Stravinsky, Karlheinz Stockhausen et Karol Beffa a marqué, en 2015, le début de sa collaboration exclusive avec Decca, suivi par Light, en mai 2016 et son début discographique avec l'Orchestre philharmonique de Londres, dans le Deuxième concerto de Rachmaninov (sous la direction de Kyrylo Karabyts),.
- Virtuoso piano music : Sergeï Prokofiev, Franz Liszt, Joseph Haydn, Alexandre Scriabine - Vanessa Benelli Mosell, piano (26-28 novembre 2008, Brilliant classics 94209)[21] (OCLC 780236087)
- Franz Liszt (La leggierezza ; Rhapsodies hongroise ; Liebestraum ; Galop russe ; Grand galop chromatique), Beethoven (Valse impromptu Capriccio alla turca), Rossini (La danza) (mars 2012, Brilliant classics 94357)[22] (OCLC 819804743 et 852211849)
- [R]EVOLUTION : Karlheinz Stockhausen (8 Klavierstück), Karol Beffa (Suite), Igor Stravinsky (Trois Mouvements de Petrouchka) - Vanessa Benelli Mosell, piano (février/juin 2014, Decca 0289 481 1616 4)[23] (OCLC 913394051)
- LIGHT : Alexandre Scriabine (Préludes, op. 11 ; Pièces, op. 2, Étude op. 8 no 12), Karlheinz Stockhausen ( Klavierstuck XII) (novembre 2015, Decca 0289 481 2491 6) (OCLC 947829950)
- RACHMANINOV: Conc. pf. n. 2/Variazioni Corelli - Benelli Mosell/Karabits/LPO, 2017 - Decca
- DEBUSSY: Vanessa Benelli Mosell, 24 novembre 2017 - Decca
- ECHOES: Vanessa Benelli Mosell, Henri Demarquette, 2018 - Decca